# Атлишкос
Атлишкос (исп. Los Atlixcos) — вулкан. Располагается на территории штата Веракрус, Мексика.
Атлишкос — щитовидный вулкан высотой 800 метров. Находится недалеко от побережья Мексиканского залива, в 80 км к северо-западу от города Веракрус. Состоит из двух шлаковых конусов, которые равноудалены друг от друга на 2 км. Застывшие пирокластические потоки, которое в своё время прошли свой путь на север и восток состоят из базальтов и достигают побережья. Возраст вулкана современный. Остальные вулканические образования, которые находятся севернее и южнее более старые и относятся к эпохе плейстоцена. Вулканическая деятельность в историческое время не наблюдалась.